# Grand Prix automobile d'Allemagne 1998
GP précédent GP suivant
Le Grand Prix automobile d'Allemagne 1998 (Grosser Mobil 1 Preis von Deutschland 1998), disputé sur le circuit d'Hockenheim le 2 août 1998, est la 625e épreuve du championnat du monde de Formule 1 courue depuis 1950 et la onzième manche du championnat 1998.

## Qualifications
| Pos. | No | Pilote                | Écurie              | Temps          | Écart     |
| ---- | -- | --------------------- | ------------------- | -------------- | --------- |
| 1    | 8  | Mika Häkkinen         | McLaren-Mercedes    | 1 min 41 s 838 |           |
| 2    | 7  | David Coulthard       | McLaren-Mercedes    | 1 min 42 s 347 | + 0 s 509 |
| 3    | 1  | Jacques Villeneuve    | Williams-Mecachrome | 1 min 42 s 365 | + 0 s 527 |
| 4    | 10 | Ralf Schumacher       | Jordan-Mugen-Honda  | 1 min 42 s 994 | + 1 s 156 |
| 5    | 9  | Damon Hill            | Jordan-Mugen-Honda  | 1 min 43 s 183 | + 1 s 345 |
| 6    | 4  | Eddie Irvine          | Ferrari             | 1 min 43 s 270 | + 1 s 432 |
| 7    | 6  | Alexander Wurz        | Benetton-Playlife   | 1 min 43 s 341 | + 1 s 503 |
| 8    | 5  | Giancarlo Fisichella  | Benetton-Playlife   | 1 min 43 s 369 | + 1 s 531 |
| 9    | 3  | Michael Schumacher    | Ferrari             | 1 min 43 s 459 | + 1 s 621 |
| 10   | 2  | Heinz-Harald Frentzen | Williams-Mecachrome | 1 min 43 s 467 | + 1 s 629 |
| 11   | 14 | Jean Alesi            | Sauber-Petronas     | 1 min 43 s 663 | + 1 s 825 |
| 12   | 15 | Johnny Herbert        | Sauber-Petronas     | 1 min 44 s 599 | + 2 s 761 |
| 13   | 16 | Rubens Barrichello    | Stewart-Ford        | 1 min 44 s 776 | + 2 s 938 |
| 14   | 12 | Jarno Trulli          | Prost-Peugeot       | 1 min 44 s 844 | + 3 s 006 |
| 15   | 21 | Toranosuke Takagi     | Tyrrell-Ford        | 1 min 44 s 961 | + 3 s 123 |
| 16   | 11 | Olivier Panis         | Prost-Peugeot       | 1 min 45 s 197 | + 3 s 359 |
| 17   | 17 | Mika Salo             | Arrows              | 1 min 45 s 276 | + 3 s 438 |
| 18   | 16 | Pedro Diniz           | Arrows              | 1 min 45 s 588 | + 3 s 750 |
| 19   | 19 | Jos Verstappen        | Stewart-Ford        | 1 min 45 s 623 | + 3 s 785 |
| 20   | 22 | Shinji Nakano         | Minardi-Ford        | 1 min 46 s 713 | + 4 s 875 |
| 21   | 23 | Esteban Tuero         | Minardi-Ford        | 1 min 47 s 265 | + 5 s 427 |
| Nq.  | 20 | Ricardo Rosset        | Tyrrell-Ford        | Pas de temps   |           |

## Classement
| Abd. | No | Pilote                | Écurie              | Tours | Temps/Abandon                      | Grille | Points |
| ---- | -- | --------------------- | ------------------- | ----- | ---------------------------------- | ------ | ------ |
| 1    | 8  | Mika Häkkinen         | McLaren-Mercedes    | 45    | 1 h 20 min 47 s 984 (227,997 km/h) | 1      | 10     |
| 2    | 7  | David Coulthard       | McLaren-Mercedes    | 45    | + 0 s 426                          | 2      | 6      |
| 3    | 1  | Jacques Villeneuve    | Williams-Mecachrome | 45    | + 2 s 577                          | 3      | 4      |
| 4    | 9  | Damon Hill            | Jordan-Mugen-Honda  | 45    | + 7 s 185                          | 5      | 3      |
| 5    | 3  | Michael Schumacher    | Ferrari             | 45    | + 12 s 613                         | 9      | 2      |
| 6    | 10 | Ralf Schumacher       | Jordan-Mugen-Honda  | 45    | + 29 s 738                         | 4      | 1      |
| 7    | 5  | Giancarlo Fisichella  | Benetton-Playlife   | 45    | + 31 s 026                         | 8      |        |
| 8    | 4  | Eddie Irvine          | Ferrari             | 45    | + 31 s 649                         | 6      |        |
| 9    | 2  | Heinz-Harald Frentzen | Williams-Mecachrome | 45    | + 32 s 784                         | 10     |        |
| 10   | 14 | Jean Alesi            | Sauber-Petronas     | 45    | + 48 s 371                         | 11     |        |
| 11   | 6  | Alexander Wurz        | Benetton-Playlife   | 45    | + 57 s 994                         | 7      |        |
| 12   | 12 | Jarno Trulli          | Prost-Peugeot       | 44    | + 1 tour                           | 14     |        |
| 13   | 21 | Toranosuke Takagi     | Tyrrell-Ford        | 44    | + 1 tour                           | 15     |        |
| 14   | 17 | Mika Salo             | Arrows              | 44    | + 1 tour                           | 17     |        |
| 15   | 11 | Olivier Panis         | Prost-Peugeot       | 44    | + 1 tour                           | 16     |        |
| 16   | 23 | Esteban Tuero         | Minardi-Ford        | 43    | + 2 tours                          | 21     |        |
| Abd. | 15 | Johnny Herbert        | Sauber-Petronas     | 37    | Boîte de vitesses                  | 12     |        |
| Abd. | 22 | Shinji Nakano         | Minardi-Ford        | 36    | Boîte de vitesses                  | 20     |        |
| Abd. | 18 | Rubens Barrichello    | Stewart-Ford        | 27    | Boîte de vitesses                  | 13     |        |
| Abd. | 19 | Jos Verstappen        | Stewart-Ford        | 24    | Transmission                       | 19     |        |
| Abd. | 16 | Pedro Diniz           | Arrows              | 2     | Accélérateur                       | 18     |        |
| Nq.  | 20 | Ricardo Rosset        | Tyrrell-Ford        |       | Accident aux essais                |        |        |

## Pole position et record du tour
- Pole position : Mika Häkkinen en 1 min 41 s 838 (vitesse moyenne : 241,195 km/h).
- Meilleur tour en course : David Coulthard en 1 min 46 s 116 au 17e tour (vitesse moyenne : 231,471 km/h).

## Tours en tête
- Mika Häkkinen : 43 (1-25 / 28-45)
- David Coulthard : 2 (26-27)

## Statistiques
- 7e victoire pour Mika Häkkinen.
- 114e victoire pour McLaren en tant que constructeur.
- 19e victoire pour Mercedes en tant que motoriste.
- David Coulthard passe le cap des 2 000 km en tête d'un Grand Prix (2 002 km).

## Classements généraux à l'issue de la course
| Pos. | Pilote                | Écurie              | Points |
| ---- | --------------------- | ------------------- | ------ |
| 1    | Mika Häkkinen         | McLaren-Mercedes    | 76     |
| 2    | Michael Schumacher    | Ferrari             | 60     |
| 3    | David Coulthard       | McLaren-Mercedes    | 42     |
| 4    | Eddie Irvine          | Ferrari             | 32     |
| 5    | Alexander Wurz        | Benetton-Playlife   | 17     |
| 6    | Jacques Villeneuve    | Williams-Mecachrome | 16     |
| 7    | Giancarlo Fisichella  | Benetton-Playlife   | 15     |
| 8    | Heinz-Harald Frentzen | Williams-Mecachrome | 8      |
| 9    | Rubens Barrichello    | Stewart-Ford        | 4      |
| 10   | Ralf Schumacher       | Jordan-Mugen-Honda  | 4      |
| 11   | Jean Alesi            | Sauber-Petronas     | 3      |
| 12   | Damon Hill            | Jordan-Mugen-Honda  | 3      |
| 13   | Mika Salo             | Arrows              | 3      |
| 14   | Johnny Herbert        | Sauber-Petronas     | 1      |
| 15   | Pedro Diniz           | Arrows              | 1      |
| 16   | Jan Magnussen         | Stewart-Ford        | 1      |

| Pos. | Écurie              | Points |
| ---- | ------------------- | ------ |
| 1    | McLaren-Mercedes    | 118    |
| 2    | Ferrari             | 92     |
| 3    | Benetton-Playlife   | 32     |
| 4    | Williams-Mecachrome | 24     |
| 5    | Jordan-Mugen-Honda  | 7      |
| 6    | Stewart-Ford        | 5      |
| 7    | Arrows              | 4      |
| 8    | Sauber-Petronas     | 4      |